# Macrocera antennalis
Macrocera antennalis är en tvåvingeart som beskrevs av Marshall 1896. Macrocera antennalis ingår i släktet Macrocera och familjen platthornsmyggor. Inga underarter finns listade i Catalogue of Life.